# Parafia Wniebowstąpienia Pańskiego w Warszawie (rzymskokatolicka)
Parafia Wniebowstąpienia Pańskiego w Warszawie – parafia rzymskokatolicka należąca do dekanatu ursynowskiego, archidiecezji warszawskiej, metropolii warszawskiej Kościoła katolickiego. Obsługiwana przez księży archidiecezjalnych.

## Historia
Parafia została erygowana w 1984. 

### Kościół parafialny
Kościół Wniebowstąpienia Pańskiego wybudowany w latach 80. XX wieku.

## Proboszczowie
- ks. prałat Tadeusz Wojdat (1984–2012)
- ks. prałat Dariusz Gas (od 2012)

## Chór Vox Cordis
Przy parafii pw. Wniebowstąpienia Pańskiego działa chór „Vox Cordis”. Zapewnia oprawę muzyczną wybranych mszy świętych, śpiewa podczas uroczystości kościelnych oraz daje koncerty poza kościołem. W repertuarze chór ma około 250 pieśni religijnych i świeckich, po polsku, łacinie, angielsku i niemiecku.
Chór został założony we wrześniu 1998 r. Jego założycielką i pierwszą dyrygentką została siostra Michaela ze Zgromadzenia Córek św. Franciszka Serafickiego. Pierwszy występ chór dał podczas mszy św. w dniu św. Cecylii, 22 listopada 1998. Chór liczył wówczas (poza dyrygentką) 19 osób: 7 sopranów, 7 altów, 3 tenory i 2 basy. Po odwołaniu siostry przez władze zakonne, kolejną dyrygentką zostały siostra Patrycja Mirosławska (październik 2001). Obecną dyrygentką jest mgr Katarzyna Zemler (od września 2003). W marcu 2008 w chórze śpiewało 31 osób: 11 sopranów, 10 altów, 5 tenorów i 5 basów.

### Sukcesy
- wyróżnienie na III Ogólnopolskim Konkursie Chóralnym Musica Sacra - Ars Liturgica (Toruń, październik 2008);
- brązowy dyplom na VIII Międzynarodowym Festiwalu Muzyki Chóralnej im. Feliksa Nowowiejskiego (Barczewo, maj 2009);
- wyróżnienie na VII Ogólnopolskim Przeglądzie Chórów Kościelnych Pieśni Pokutnej i Pasyjnej (Żory, kwiecień 2011);
- srebrny dyplom na VI Festiwalu Muzyki Chóralnej „Mater Misericordiae” (Ząbki, czerwiec 2011).